# Lydai
Lydai (altgriechisch Λύδαι) ist eine antike Stadt im karisch-lykischen Grenzgebiet auf der Halbinsel Kapı Dağ am Westrand des Golfs von Fethiye in der heutigen Türkei. Sie liegt ungefähr 2,4 Kilometer westlich von Fethiye und gehörte wohl seit der Provinzialisierung Lykiens zum lykischen Bund. Ptolemäus führt die Stadt unter dem Namen Chydae, der Stadiasmus Maris Magni nennt sie Clydae und zählt sie zu Karien. Der Stadiasmus Patarensis kennt sie nicht. 
Inschriftlich gut dokumentiert ist die Familie des Gaius Iulius Heliodoros aus Lydai, die lykische Bundespriester, einen Archiphylax und einen römischen Senator hervorgebracht hat. Als untergeordnete städtische Einheiten (demos) von Lydai sind in der Kaiserzeit Arymaxa und Kreneis bekannt; sie waren früher vermutlich eigenständige Gemeinwesen, die sich mit Lydai zu einer Sympolitie zusammenschlossen. Von der Stadt sind ausgedehnte Ruinen der römischen Kaiserzeit und der frühbyzantinischen Zeit erhalten. Hierzu zählen ein Theater und eine Agora. Zahlreiche Gräber und Mausoleen sind über das Ruinenfeld verteilt.